# Liste der Kulturdenkmale in Malschendorf
Die Liste der Kulturdenkmale in Malschendorf umfasst sämtliche Kulturdenkmale der Dresdner Gemarkung Malschendorf. Straßen und Plätze in der Gemarkung Malschendorf sind in der Liste der Straßen und Plätze in Malschendorf aufgeführt.

## Legende
- Bild: Bild des Kulturdenkmals, ggf. zusätzlich mit einem Link zu weiteren Fotos des Kulturdenkmals im Medienarchiv Wikimedia Commons. Wenn man auf das Kamerasymbol klickt, können Fotos zu Kulturdenkmalen aus dieser Liste hochgeladen werden:
- Bezeichnung: Denkmalgeschützte Objekte und ggf. Bauwerksname des Kulturdenkmals
- Lage: Straßenname und Hausnummer oder Flurstücknummer des Kulturdenkmals. Die Grundsortierung der Liste erfolgt nach dieser Adresse. Der Link (Karte) führt zu verschiedenen Kartendiensten mit der Position des Kulturdenkmals. Fehlt dieser Link, wurden die Koordinaten noch nicht eingetragen. Sind diese bekannt, können sie über ein Tool mit einer Kartenansicht einfach nachgetragen werden. In dieser Kartenansicht sind Kulturdenkmale ohne Koordinaten mit einem roten bzw. orangen Marker dargestellt und können durch Verschieben auf die richtige Position in der Karte mit Koordinaten versehen werden. Kulturdenkmale ohne Bild sind an einem blauen bzw. roten Marker erkennbar.
- Datierung: Baubeginn, Fertigstellung, Datum der Erstnennung oder grobe zeitliche Einordnung entsprechend des Eintrags in der sächsischen Denkmaldatenbank
- Beschreibung: Kurzcharakteristik des Kulturdenkmals entsprechend des Eintrags in der sächsischen Denkmaldatenbank, ggf. ergänzt durch die dort nur selten veröffentlichten Erfassungstexte oder zusätzliche Informationen
- ID: Vom Landesamt für Denkmalpflege Sachsen vergebene, das Kulturdenkmal eindeutig identifizierende Objekt-Nummer. Der Link führt zum PDF-Denkmaldokument des Landesamtes für Denkmalpflege Sachsen. Bei ehemaligen Kulturdenkmalen können die Objektnummern unbekannt sein und deshalb fehlen bzw. die Links von aus der Datenbank entfernten Objektnummern ins Leere führen. Ein ggf. vorhandenes Icon  führt zu den Angaben des Kulturdenkmals bei Wikidata.

## Liste der Kulturdenkmale in Malschendorf
| Bild           | Bezeichnung                                                                                 | Lage                                | Datierung                                                | Beschreibung | ID       |
| -------------- | ------------------------------------------------------------------------------------------- | ----------------------------------- | -------------------------------------------------------- | --- | -------- |
|                | Wohnstallhaus eines ehemaligen Dreiseithofes                                                | Eichbuschweg 6 (Karte)              | bezeichnet 1823 (Wohnstallhaus)                          | Gebäude mit Fachwerk im Obergeschoss und massivem, teilweise verputztem Erdgeschoss mit Sandsteingewänden, Schleppdach mit hofseitigem weitem Dachüberstand, als Zeugnis ländlicher Architektur und Volksbauweise baugeschichtlich von Bedeutung, als Teil der historisch gewachsenen und erhaltenen Dorfstruktur von Malschendorf ortsgeschichtlich von Belang      | 09283537 |
| Weitere Bilder | Wohnstallhaus mit im Winkel angebauter Scheune                                              | Eichbuschweg 19 (Karte)             | Mitte 19. Jh. (Wohnstallhaus)                            | Wohnstallhaus mit Fachwerk im Obergeschoss, hofabgewandt holzverschalt, zugewandter Giebel mit Holzverschalung und Sonnenmotiv, Gebäude mit Satteldächern, Anlage als Zeugnis ländlicher Architektur und Volksbauweise baugeschichtlich von Bedeutung, als Teil der historisch gewachsenen und erhaltenen Dorfstruktur von Malschendorf ortsgeschichtlich von Belang | 09283534 |
|                | Handschwengelpumpe                                                                          | Eichbuschweg 19 (gegenüber) (Karte) |                                                          | hölzerne Pumpe, kulturgeschichtlich von Bedeutung | 09283532 |
|                | Ehemaliges Wohnstallhaus, Scheune, Hofeinfahrt, Pforte und Hofmauer eines Zweiseithofes     | Eichbuschweg 20 (Karte)             | Mitte 19. Jh. (Wohnstallhaus), Mitte 19. Jh. (Bauernhof) | Wohnstallhaus mit Fachwerkobergeschoss und zugewandtem dekorativem Fachwerkgiebel, Hof als Zeugnis ländlicher Architektur und Volksbauweise baugeschichtlich von Bedeutung, als Teil der historisch gewachsenen und erhaltenen Dorfstruktur von Malschendorf ortsgeschichtlich von Belang                                                                            | 09283530 |
|                | Wohnhaus                                                                                    | Eichbuschweg 21 (Karte)             | 1. Hälfte 19. Jh. (Wohnhaus)                             | kleiner Fachwerkbau mit massivem Untergeschoss, Krüppelwalmdach und hofabgewandtem Anbau, als Zeugnis ländlicher Architektur und Volksbauweise baugeschichtlich von Bedeutung, als Teil der historisch gewachsenen und erhaltenen Dorfstruktur von Malschendorf ortsgeschichtlich von Belang                                                                         | 09283536 |
|                | Wohnstallhaus und Scheune eines Dreiseithofes                                               | Eichbuschweg 32 (Karte)             | 18. Jh. (Wohnstallhaus)                                  | Wohnstallhaus mit Fachwerk im Obergeschoss, hofabgewandte und Giebelseiten verkleidet, Satteldach und abgeschleppter Anbau auf der Rückseite, Hof als Zeugnis ländlicher Architektur und Volksbauweise baugeschichtlich von Bedeutung, als Teil der historisch gewachsenen und erhaltenen Dorfstruktur von Malschendorf ortsgeschichtlich von Belang                 | 09283531 |
|                | Wohnstallhaus und zwei Seitengebäuden eines Bauernhofes, mit überdachtem Eingang (Hofmauer) | Zur Hohle 2 (Karte)                 | Mitte 19. Jh. (Wohnstallhaus)                            | | 09283538 |
|                | Wohnstallhaus und Scheune eines Zweiseithofes                                               | Zur Hohle 3 (Karte)                 | Mitte 19. Jh. (Wohnstallhaus)                            | Wohnstallhaus mit Fachwerkobergeschoss und Satteldach, Giebel und Feldseite holzverschalt, Scheune holzverschalt, Hof als Zeugnis ländlicher Architektur und Volksbauweise baugeschichtlich von Bedeutung, als Teil der historisch gewachsenen und erhaltenen Dorfstruktur von Malschendorf ortsgeschichtlich von Belang                                             | 09283539 |

## Ehemalige Kulturdenkmale
| Bild                                    | Bezeichnung | Lage                      | Datierung | Beschreibung                                 | ID |
| --------------------------------------- | ----------- | ------------------------- | --------- | -------------------------------------------- | -- |
| Direkt Bild zu diesem Denkmal hochladen | Wohnhaus    | Am Spritzenberg 7 (Karte) |           |                                              |    |
|                                         | Zweiseithof | Am Spritzenberg 9 (Karte) |           | Wohnstallhaus und Scheune eines Zweiseithofs |    |